# Gao Lingwei
Gāo Língwèi (高凌霨, Wade-Giles Kao Ling-wei) (1868-1939) foi um político chinês durante a dinastia Qing e a República da China.
Natural de Tianjin, foi designado para Hubei, onde ocupou vários cargos relacionados com finanças e educação, incluindo um período como superintendente da academia militar provincial. Lá ele se tornou um protegido de Zhang Zhidong no esforço de modernização da China e foi nomeado governador de Hunan.
Após a Revolução de Xinhai eclodir em Hubei, retornou para Tianjin e ajudou a modernizar o sistema bancário. Mais tarde, tornou-se ministro em muitos gabinetes controlados pelos militares. Em 1923, se tornou presidente interino enquanto Cao Kun foi "fazer campanha" para a presidência subornando a Assembleia Nacional. Atuou brevemente como primeiro-ministro no inicio da administração de Cao.
Em 1935, se tornou prefeito de Tianjin. Durante a Segunda Guerra Sino-Japonesa, colaborou com os invasores em troca de o governo de Hebei.